# Graptacme acutissima
Graptacme acutissima är en blötdjursart som först beskrevs av Watson 1879.  Graptacme acutissima ingår i släktet Graptacme och familjen Dentaliidae. Inga underarter finns listade i Catalogue of Life.